# Bet365
Bet365 Group Limited es una compañía dedicada al juego de apuestas con base en el Reino Unido; es también una de las compañías líderes en el sector mundial del juego en línea, con alrededor de 35 millones de clientes en cientos de países. El grupo da trabajo a alrededor de 3.000 personas, y es el mayor empleador privado en la ciudad de Stoke-on-Trent.

## Presentación
Bet365 es una compañía dedicada al juego en línea que ofrece apuestas deportivas, póquer, juegos de casino y bingo, así como vídeo en directo relacionado con eventos deportivos. Bet365 también ofrece un servicio de cursos en línea para aprender a apostar.
En lo relativo a las apuestas deportivas, Bet365 está licenciada y regulada por la UK Gambling Commission (organismo regulador del juego en el Reino Unido). Los sectores de casino, juego en línea y póquer, se encuentran licenciados y regulados por el Gobierno de Gibraltar. Además de las oficinas centrales de la compañía en Stoke-on-Trent, Bet365 tiene oficinas en Gibraltar y Australia. El negocio australiano de la compañía está regulado y licenciado por el Gobierno del Territorio norte, y emplea una plantilla de cien empleados en Darwin. Samuel L. Jackson es el rostro de la compañía en sus campañas publicitarias australianas.
Bet365 es el nombre comercial de Hillside (New Media) Ltd. y las operaciones, incluidos los pagos a través del programa de afiliados, se llevan a cabo bajo dicha denominación.
El presidente de la entidad, Peter Coates, lo es también del Stoke City Football Club, el equipo de fútbol de la ciudad, y en mayo de 2012, la compañía firmó con el club un contrato de tres años de duración mediante el que se convirtió en patrocinador de la camiseta del equipo.

## Historia
Bet365 fue fundada en el 2000 por Denise Coates en la ciudad de Stoke-on-Trent. Denise desarrolló una plataforma de apuestas deportivas y montó un equipo comercial para lanzar el negocio en línea en marzo de 2001. La compañía solicitó un préstamo de 15 millones de libras esterlinas (GBP) a RBS (Royal Bank of Scotland), aportando como garantía la tienda de apuestas familiar, fundada por Peter Coates en 1974 y dirigida por Denise desde 1995. En 2005, Bet365 vendió su cadena de tiendas a Coral por 40 millones GBP y devolvió el préstamo concedido por RBS. Bet365 ha crecido hasta convertirse en una de las compañías más importantes del mundo dedicadas al juego en línea. En 2012, sus cifras alcanzaron los 12.200 millones GBP en apuestas realizadas, unos ingresos de 646 millones GBP y un beneficio operativo de 116,5 millones GBP, al tiempos que pagaba 130 millones GBP en impuestos al gobierno británico.
Denise Coates, directora ejecutiva, continúa dirigiendo Bet365 y es la accionista mayoritaria con el 50,1% de las acciones. Su hermano John, presidente ejecutivo adjunto, dirige el negocio junto a Denise, mientras el padre de ambos, Peter, ocupa el cargo de presidente.

## Apuestas en vivo
El producto denominado In Play, de Bet365, permite a los clientes apostar en eventos que están teniendo lugar en tiempo real en una gran variedad de mercados disponibles. Bet365 es capaz de manejar miles de operaciones de cambio por segundo, y la latencia de datos ha disminuido a menos de dos segundos por operación. Este desarrollo ha permitido a Bet365 entregar un flujo continuo de información en tiempo real, mientras que la recepción y proceso de grandes cantidades de datos de clientes entrantes son tratados de forma simultánea.
Además, Bet365 ofrece actualmente un servicio integral de vídeo en directo para sus clientes, retransmitiendo cada año más de 20.000 eventos deportivos en directo. También ha sido la primera compañía en lograr los derechos de transmisión del primer partido de fútbol de Inglaterra difundido exclusivamente a través de Internet, en octubre de 2009. Fue el encuentro Inglaterra vs Ucrania, partido de clasificación para el Mundial de Fútbol, y disponible en exclusiva y de forma gratuita para los clientes con cuenta abierta.

## Programa de afiliados de Bet365
Bet365 ofrece un programa de afiliados en línea donde los webmasters y profesionales relacionados con el sector del marketing, tienen la capacidad de obtener comisiones sobre el dinero invertido por jugadores derivados a Bet365. El programa de afiliados en línea permite a los afiliados ganar comisiones en porcentaje fijo, además de otros programas de afiliados en línea, como bingo, apuestas deportivas, póquer y casinos en línea. Los términos y condiciones del programa de afiliados de Bet365 estipulan un remanente negativo sobre la política de comisiones de referencia para cada canal y una cláusula relativa a las bases de licitación de la marca. Sin embargo, Bet365 ha sido reconocida por ofrecer el mejor programa general de afiliados, mejor Programa de Afiliados de Apuestas Deportivas, Mejor Gestor de Afiliados y Mejor Gestor de Afiliados para apuestas deportivas en los quintos premios de Afiliados de iGaming, celebrados el 26 de enero de 2012 durante el Congreso de Afiliados que tuvo lugar en Londres en las mismas fechas.

## Premios y reconocimientos
Durante  los eGaming Review Awards de 2010, organizados por la Revista eGaming, bet365 ganó el premio al “Operador del Año”. Bet365 ocupó, asimismo, el tercer lugar en la tabla del Sunday Times Profit Track, que clasifica a las cien mejores empresas privadas del Reino Unido basándose en el crecimiento de su tasa de beneficios. Además, Bet365 fue clasificada como una de las empresas tecnológicas privadas de más rápido crecimiento, medios de comunicación y empresas de telecomunicaciones en la Tech Track 100 del Sunday Times.
La revista eGaming ha clasificado en los años 2010, 2011 y 2012 a Bet365, como la primera empresa de Internet dedicada al juego en su informe denominado Power 50, en el que se indica la clasificación de las cincuenta compañías más influyentes de la red dentro del sector del juego en línea. Denise Coates, fundadora y CEO de Bet365, recibió un CBE en la nueva lista de honor del año 2012 emitida por la Reina de Inglaterra, en reconocimiento a sus servicios a la comunidad y la empresa. En febrero de 2013, Denise Coates fue designada como una de las cien mujeres más influyentes del Reino Unido por el programa La Hora de la Mujer, de BBC Radio 4.

## Controversia
Peter Coates, director de Bet365 y seguidor de toda la vida del partido Laborista británico, ha donado cientos de miles de libras al partido. Una donación particularmente grande coincidió con la relajación de la legislación de juego y el levantamiento de la prohibición de la publicidad en televisión por parte del gobierno laborista.
Bet365 es una de las pocas compañías importantes de juegos de azar en línea que ha tomado la decisión de mantener la sede de su casa de apuestas en el Reino Unido. Muchos de sus competidores han decidido trasladar sus operaciones off shore a Gibraltar, por ejemplo, para evitar el pago de impuestos y exenciones tributarias. Las cuentas publicadas en marzo de 2012 demuestran que la firma pagó 20,3 millones GBP en su impuesto de sociedades, mientras que los impuestos sobre apuestas y el IVA elevaron la factura fiscal total a 130 millones GBP. Según ha informado el programa Australia's Today Tonight, emitido desde Adelaida, bet365 se ha negado a pagar 70.000 USD a Steve Brunker, un cliente que apostó en las carreras de galgos. Sin embargo, el programa no menciona la investigación abierta por parte de Racing Queensland acerca de la integridad de la carrera de galgos en cuestión. Inmediatamente después de la carrera, los comisarios abrieron una investigación y dos galgos fueron posteriormente suspendidos durante 28 días. El 17 de junio de 2013, la Northern Territory Racing Commission, organismo que concedió la licencia a Bet365 en Australia, dio a conocer los resultados de la audiencia que tuvo lugar entre el 11 y 13 de marzo de 2013, juicio que ponía en duda la integridad de la carrera de galgos celebrada en Ipswich. El 26 de junio del mismo año, los delegados de la Racing Queensland retiraron todos los cargos contra el Sr. Steve Brunker, citando que los cargos contra el Sr. Steve Brunker no pudieron ser corroborados.
También en Australia, Bet365 han sido objeto de intensas críticas por cierre o restricciones severas de acceso a sus cuentas de clientes que habían obtenido beneficios con sus apuestas. Se reveló que la Northern Territory Racing Commission solicitó la comparecencia de un representante de Bet365 ante la comisión para "explicar completamente sus prácticas de gestión de riesgos" después de recibir un "número considerable de quejas... por dichas prácticas.
En 2024, la empresa abrió una nueva sede en Denver (Colorado). En marzo de 2025, Bet365 dejó de operar en China, citando un enfoque estratégico en mercados regulados como EE. UU., Brasil, Bulgaria. Alemania y España. 